# حرملك

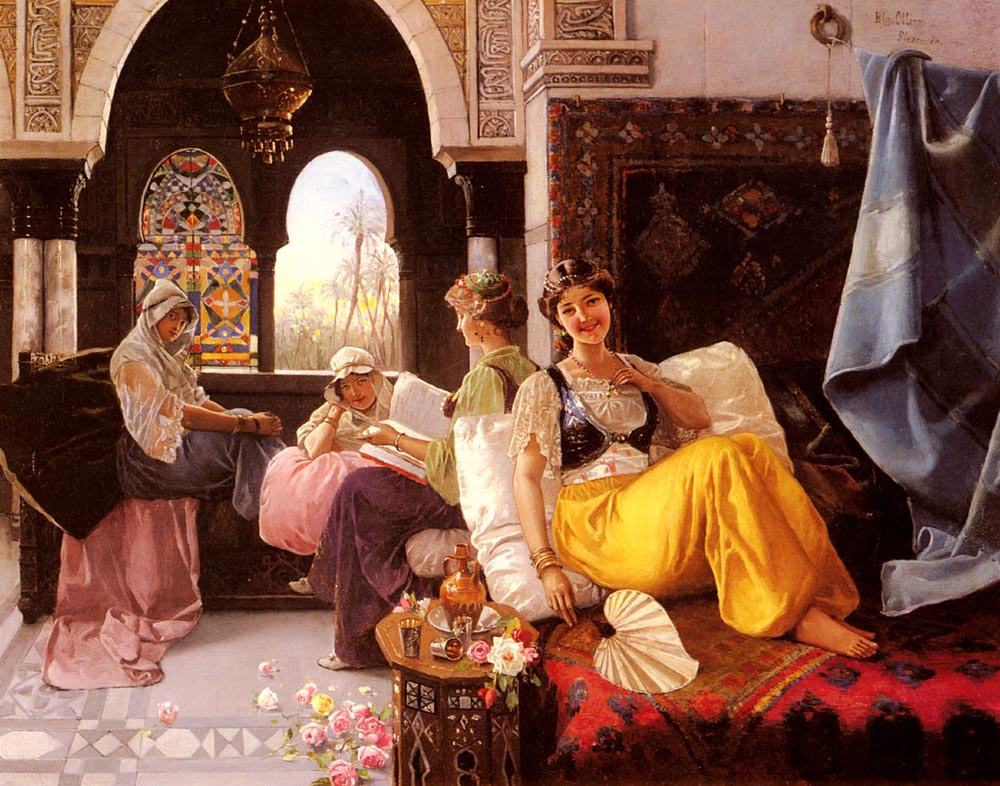
جناح الحريم للرسام الإسباني كوينتانا أوليراس (1851-1919)

ارتبط مفهوم الحريم بالدولة العثمانية للدلالة على الجناح الضخم الملحق بقصر السلطان والذي يضم والدته وزوجاته وجواريه، وأبنائه.
كان الحرم السلطاني في الباب العالي يأخذ مساحة كبيرة تضم ما يزيد على 400 غرفة، وإضافة إلى أسرة السلطان وجواريه، فإنه يضم أيضًا الخدم والموظفين من النساء فقط للاهتمام بأعضاء الجناح ومرافقه المتعددة التي تضم مطابخ وحمامات وصالونات ومكتبات وحدائق.

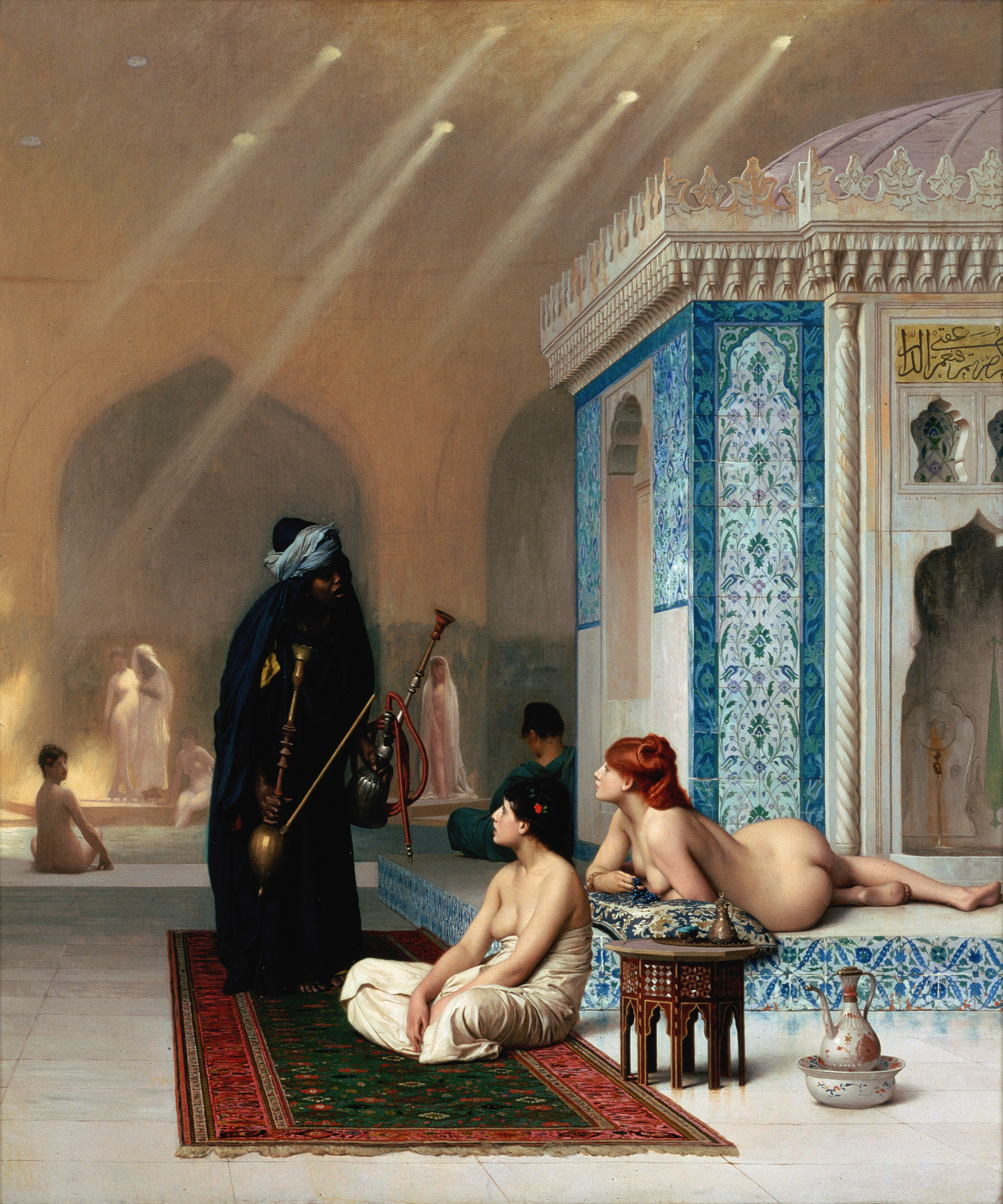
تجمع الحريم هو عمل الرسام والنحات الفرنسي الشهير جان ليون جيروم. إنها تصور عمل العبيد أثناء خدمة نساء الحريم في الحمام التركي للحريم العثماني. يقام العمل الآن في متحف الأرميتاج في سانت بطرسبرغ.

ويُميَّز الحرم السلطاني بتعبير الحرم الهُمايوني (بالتركية العثمانية: Harem-i Hümayun) أي حريم السلطان العثماني، وهذا القسم هو الذي يؤدي إليه «باب السعادة» في القصر العثماني وهو الباب الذي لا يدخله أي أحد، وقد ألهم ما وراءه خيال الأدباء والرسامين، وارتبط بالأساطير.
والدة السلطان تعد المسؤول الأول في الحرم العثماني، وتمارس سلطة مطلقة في اختيار أعضاء الحرم وتوزيع أدوارهم ولا يضاهي سلطتها هذه سوى السلطان نفسه.
يعد «باب السعادة» المفضي إلى الحرم الهُمايوني آخر نقطة يمكن للأجانب بلوغها، أما دخولها فمحصور على القلة، وأحد القلائل الذين زعموا دخول الحرم السلطاني وسجلوا مرئايتهم هو طوماس دلم (Thomas Dallam) الذي اُنتدب من الملكة إليزابيث لتقديم هدية إلى السلطان محمد الثالث؛ وجاء في وصفه:
| حرملك | وبعد أن أراني [يقصد مرافقه الرسمي داخل القصر] أشياء كثيرة أعجبت بها، أشار إليّ -بعد عبور صحن صغير مبلط بالرخام- بالذهاب إلى نافذة في الجدار، ولكن لمح لي بإشارته أنه لا يستطيع الذهاب داخله بنفسه. وعندما جئت هناك، وجدت الجدار سميكًا جدًا وكان فيه نافذة من الحديد قوية جدًا من الجهتين ورأيت من خلال تلك النافذة ثلاثين جارية من جواري السيد العظيم [أي السلطان]، اللائي كن يلعبن بالكرة في صحن آخر. وفكّرت عند نظرتي الأولى أنهن كن شبانًا، ولكن عندما رأيت شعورهن المعلقة على ظهورهن وفيها عقود من اللؤلؤ الصغير، وعلامات أخرى واضحة عرفت أنهن كن نساءً وجدّ جميلات حقًا. ولم يكن يلبسن على رؤوسهن غير كوفية من قماش الذهب، والتي كانت لا تغطي إلا الجزء الأعلى من الرأس. ولم يكن حول عنقهن أي ربطة أو أي شيء آخر غير عقد من اللؤلؤ جميل، وماسة معلقة على صدر كل واحدة، وماسات في آذانهن وكانت قمصانهن شبيهة بحاكيتات الجنود، بعضها من الساتان الأحمر وبعضها من الأزرق وبعضها من ألوان أخرى وكانت مربوطة بمناطق شبيهة بدنتله، وكن يلبسن سراويل من القماطي (؟) قماش ممتاز القطن، أبيض كالثلج ورقيق كالماء لأنني استطعت أن أرى سيقانهن من خلالها. وكانت تصل هذه السراويل إلى منتصف سيقانهن وبعضهن كن لابسات الأحذية العالية من الجلد القرطبي، وكانت سيقان الأخريات عارية، مع خلخال من الذهب في أسفل الساق، وفي أرجلهن خفاف من المخمل في علو خمس أو ست بوصات. وبقيت واقفًا أنظر إليهن لمدة طويلة، بحيث أن الشخص الذي كان عاملني بكل هذا اللطف بدأ يغضب علي غضبًا شديدًا إذ قطب جبينه، وضرب برجله على الأرض لكي أترك النظر إليهن، الأمر الذي كرهته أنا، لأن هذا المشهد قد أبهجني، إلى حد كبير. | حرملك |

## فكرة العزلة النموذجية
تتناول ليلى أحمد في تحليلها لمفهوم العزل (Seclusion) دوره كآلية اجتماعية تُتيح للرجل فرض حقه في إخفاء نسائه وجعلهن غير مرئيات للرجال الآخرين. وتُبرز أحمد أن هذه الممارسة تُعد إحدى المثل الاجتماعية الأساسية التي أثرت بشكل عميق على حياة النساء في منطقتي البحر الأبيض المتوسط والشرق الأوسط. تُشير المصادر المعاصرة من الإمبراطورية البيزنطية إلى أن العزل كان ممارسة شائعة حتى في الإمبراطورية البيزنطية، حيث كانت الأعراف الاجتماعية تحكم حياة النساء وتُقيّد ظهورهنّ في المجال العام. لم يكن يُسمح لهن بالتواجد في الأماكن العامة دون ارتداء الحجاب أو دون مرافقة أشخاص يحرسونهنّ. علاوة على ذلك، كان يُستخدم الخصيان لحماية النساء. تُظهر الأدلة أن هذه الممارسات ليست حكرًا على حضارة واحدة؛ فبينما تأثرت بعض هذه التقاليد بالأعراف الفارسية، ساهمت أيضًا الثقافة اليونانية القديمة في ترسيخ وتطوير هذه الأنظمة الاجتماعية الأبوية.
لم يتحقق مفهوم العزل بشكل كامل في الواقع الاجتماعي، وذلك جزئيًا بسبب الدور الذي لعبته النساء من الطبقات العاملة، حيث كن مضطرات للعمل في وظائف تتطلب التفاعل مع الرجال. ففي الإمبراطورية البيزنطية، أدى الفصل بين الجنسين إلى فتح فرص اقتصادية للنساء، مثل العمل كقابلات وطبيبات وعاملات في الحمامات وحرفيات، حيث كان يُعتبر غير لائق أن يتولى الرجال تلبية احتياجات النساء في هذه المجالات. كما كانت بعض النساء يشاركن في أنشطة مالية وتجارية، مثل إقراض الأموال واستثمارها. هذا يُظهر أن العزل لم يكن حلًا اجتماعيًا مُطبقًا بشكل مطلق. وفي القاهرة المملوكية في القرن الرابع عشر، نجد أن نساء المجتمع كان لهن حرية زيارة المناسبات العامة جنبًا إلى جنب مع الرجال، رغم معارضة بعض العلماء الدينيين لهذه الممارسات.
كان العزل الاجتماعي للنساء تاريخيًا يُعتبر علامة على المكانة الاجتماعية والاقتصادية الرفيعة. ومع مرور الوقت، انتشرت معايير العزل هذه إلى طبقات اجتماعية أخرى خارج الطبقات العليا، لكن الممارسة ظلت سمة مميزة للطبقات العليا والمتوسطة، حيث كانت القدرة المالية على إبقاء الزوجة في المنزل علامة على الرفاهية والهيبة الاجتماعية. في بعض المناطق، مثل شبه الجزيرة العربية، كانت الأسر الفقيرة تمارس العزل رغم الصعوبات الاقتصادية التي كانت تترتب عليه، حيث كانت الأسر تجد صعوبة في تلبية احتياجات هذه الممارسة من الناحية الاقتصادية. ومع ذلك، كانت هذه الممارسة تُعتبر وسيلة لتأكيد المكانة الاجتماعية والتمايز الطبقي، وهو ما يجعل العزل يبدو أحيانًا غير واقعي أو مستدام بالنسبة للطبقات الدنيا.
تشير الأدلة التاريخية إلى أن الحريم كان في العديد من الحالات أكثر ميلًا لأن يكون أحادي الزوجة، حيث كان العزل هو الممارسة السائدة بدلًا من تعدد الزوجات. على سبيل المثال، في إسطنبول العثمانية في أواخر الفترة العثمانية، كان 2.29٪ فقط من الرجال المتزوجين يمارسون تعدد الزوجات، وكان متوسط عدد الزوجات لا يتجاوز (2.08). في بعض المناطق مثل المناطق الأفريقية التي تقع جنوب الصحراء وجنوب شرق آسيا، يؤدي العمل المكثف للنساء في الزراعة إلى انتشار أوسع لتعدد الزوجات، ولكنها تجعل العزل الاجتماعي للنساء غير عملي. وعلى العكس، في المجتمعات الريفية في أوراسيا وشمال إفريقيا التي تعتمد على الزراعة المهيمنين عليها الرجال باستخدام المحراث، يصبح العزل أكثر قابلية للتطبيق اقتصاديًا، لكن تعدد الزوجات في هذه السياقات غير مرغوب فيه. هذا يشير إلى أن السمة الأساسية للحريم كانت عزل النساء اجتماعيًا بدلًا من تعدد الزوجات، حيث كانت الأولوية تتمثل في فصل النساء عن المجال العام في مقابل تواجدهن داخل المجال الاجتماعي للأسرة والمجتمع الحصري.

## خلفية لفترة ما قبل الإسلام
فكرة الحريم أو عزل النساء لم تنشأ مع النبی محمد أو الإسلام. بل كانت ممارسة عزل النساء شائعة في العديد من مجتمعات الشرق الأدنى القديم، خاصة في المناطق التي كان يُسمح فيها بتعدد الزوجات. في حضارات مثل آشور وفارس قبل الإسلام، كان من المعتاد أن تحتوي البلاطات الملكية على حريم، حيث كانت زوجات الحكام ومحظياتهم يعيشون مع الخادمات والخصيان. تُستخدم موسوعة إيرانكا مصطلح «الحريم» للإشارة إلى هذه العادة في الشرق الأدنى القديم.

### مصر القديمة
توجه البعض مؤخرًا للإشارة إلى أماكن إقامة النساء في قصر الفرعون في مصر القديمة باستخدام مصطلح «الحريم». ومع ذلك، فإن الفكرة الشائعة بأن مصر الفرعونية كانت تمتلك حريمًا هي في الواقع غير دقيقة تاريخيًا. ففي حين كان لنساء وأطفال الفرعون، بما في ذلك والدته وزوجاته وأبناؤه، أماكن سكنية مستقلة وإدارة خاصة بهم في قصر الفرعون، إلا أن النساء الملكيات لم يعشن في عزلة تامة عن الرجال أو في حبس بعيد عن باقي أفراد البلاط بالطريقة التي يرتبط بها مصطلح «الحريم» في السياقات الثقافية الأخرى. وبالتالي، فإن الإشارة إلى أماكن إقامة النساء في قصر الفرعون بالحريم هي فكرة مغلوطة تاريخيًا، وقد نشأت نتيجة الافتراضات الخاطئة التي تقارن مصر القديمة بثقافة الحريم الإسلامية اللاحقة.

### أشور
كان من المعروف أن ملوك آشور القدماء كانوا يمتلكون حريمًا تنظمه المراسيم الملكية، حيث كانت النساء تعيش في عزلة تحت حراسة خصيان العبيد.
تم وضع أنظمة صارمة لمنع الخلافات بين النساء من أن تتحول إلى مؤامرات سياسية. كانت النساء تحت إشراف الخصيان الذين كانوا يتخذون إجراءات لمنع تصاعد الخلافات إلى مؤامرات قد تهدد النظام الملكي. كما كان يُحظر عليهن تقديم الهدايا لخدمهن، إذ كانت هذه الهدايا قد تُستخدم كرشاوى، ولم يكن يُسمح لهن بزيارة أي شخص لم يتم فحصه والموافقة عليه من قبل المسؤولين. وعندما كان الملك يسافر، كُنّ حريمه يرافقنه تحت إشراف دقيق لضمان عدم خرق الأنظمة حتى أثناء التنقل.
وفي القرن السابع قبل الميلاد، عندما غزت الإمبراطورية الميدية آشور، يبدو أن الميديين تبنوا عادة الحريم أيضًا. وفقًا للتقارير، كان للنبلاء الميديين خمس زوجات، وكانوا يوظفون الخصيان في إدارة حريمهم، رغم أن هؤلاء الخصيان قد يكونون موظفين غير مخصيين.